# Rasputin (sång)
Rasputin är en discolåt från 1978, skriven av Frank Farian, Fred Jay och George Reyam, framförd av den västtyska popgruppen Boney M. Låten blev den andra singeln som släpptes från gruppens mycket framgångsrika album Nightflight to Venus. Den blev en hit i en rad länder och hamnade på första plats på topplistorna i bland annat Tyskland, Österrike och Australien. I Sverige kom singeln inte in på försäljningstopplistorna, albumet låg dock som försäljningsetta i fyra veckor  Låten förekommer i TV-spelen Just Dance 2, Just Dance 3, Just Dance Wii  och Just Dance: Best Of som spelbar låt.
År 2016 utkom en remix på låten, gjort av Pace Audio

## Innehåll
Sången handlar om den ryske mystikern Grigorij Rasputin, en mytomspunnen predikant och helare som kom att få stort inflytande i ryska hovet. Det ryktades att han var ryska kejsarinnans älskare, vilket också är det centrala budskapet som förmedlas i låten, aningen moderniserat. Texten framställer Rasputin som något av en antihjälte som föll offer för sina laster i form av kvinnor, alkohol och maktambitioner. Sångens refräng beklagar sig över Rasputins slutgiltiga öde. 

### Förbud
Låten blev populär även i Sovjet men då albumet pressades i rysk upplaga togs låten dock bort och Boney M. förbjöds att framföra sången då de gjorde tio framträdanden i Moskva i december 1978.